# Броукенгед
Броукенгед (англ. Brokenhead) — сільський муніципалітет в Канаді, у провінції Манітоба.

## Населення
За даними перепису 2016 року, сільський муніципалітет нараховував 5122 жителів, показавши зростання на 10,5%, порівняно з 2011-м роком. Середня густина населення становила 6,8 осіб/км².
З офіційних мов обидвома одночасно володіли 310 жителів, тільки англійською — 4 780, а 30 — жодною з них. Усього 460 осіб вважали рідною мовою не одну з офіційних, з них 5 — одну з корінних мов, а 60 — українську.
Працездатне населення становило 73% усього населення, рівень безробіття — 5,4% (6,8% серед чоловіків та 3,9% серед жінок). 82,7% були найманими працівниками, 16,4% — самозайнятими.
Середній дохід на особу становив $43 038 (медіана $38 272), при цьому для чоловіків — $49 084, а для жінок $36 279 (медіани — $46 891 та $30 560 відповідно).
29,6% мешканців мали закінчену шкільну освіту, не мали закінченої шкільної освіти — 23%, 47,4% мали післяшкільну освіту, з яких 21,1% мали диплом бакалавра, або вищий, 10 осіб мали вчений ступінь.
| Статево-вікова структура населення | Статево-вікова структура населення | Статево-вікова структура населення | Статево-вікова структура населення | Статево-вікова структура населення |
| ---------------------------------- | ---------------------------------- | ---------------------------------- | ---------------------------------- | ---------------------------------- |
|                                    |                                    |                                    |                                    |                                    |
| Всього                             | Всього                             | 52,1%47,9%                         |                                    |                                    |
| 0 — 14 років                       | 0 — 14 років                       |                                    | 19%                                | 19%                                |
| 15 — 64 років                      | 15 — 64 років                      |                                    | 67,4%                              | 67,4%                              |
| 65 і більше                        | 65 і більше                        |                                    | 13,6%                              | 13,6%                              |
| 85 і більше                        | 85 і більше                        |                                    | 0,9%                               | 0,9%                               |
| Середній вік (років)               | Середній вік (років)               | 39,739,4                           | 39,6                               | 39,6                               |
| Медіана (років)                    | Медіана (років)                    | 41,440,4                           | 41,0                               | 41,0                               |
| — чоловіки — жінки                 |                                    |                                    |                                    |                                    |

| Походження мешканців:     | Походження мешканців:     | Походження мешканців: | Походження мешканців: | Походження мешканців: |
| ------------------------- | ------------------------- | --------------------- | --------------------- | --------------------- |
| Походження                |                           |                       | осіб                  | %                     |
| Корінні американці        | Корінні американці        |                       | 800                   | 15.64%                |
| Інше північноамериканське | Інше північноамериканське |                       | 1 150                 | 22.48%                |
| Європейське               | Європейське               |                       | 4 430                 | 86.61%                |
| британське                | британське                |                       | 1 850                 | 36.17%                |
| французьке                | французьке                |                       | 675                   | 13.2%                 |
| українське                | українське                |                       | 1 520                 | 29.72%                |
| Карибське                 | Карибське                 |                       | 20                    | 0.39%                 |
| Латинськоамериканське     | Латинськоамериканське     |                       | 10                    | 0.2%                  |
| Африканське               | Африканське               |                       | 10                    | 0.2%                  |
| Азійське                  | Азійське                  |                       | 35                    | 0.68%                 |
| Океанійське               | Океанійське               |                       | 10                    | 0.2%                  |

| Зайнятість населення за галузями (за класифікацією NOC): | Зайнятість населення за галузями (за класифікацією NOC): | Зайнятість населення за галузями (за класифікацією NOC): | Зайнятість населення за галузями (за класифікацією NOC): | Зайнятість населення за галузями (за класифікацією NOC): |
| -------------------------------------------------------- | -------------------------------------------------------- | -------------------------------------------------------- | -------------------------------------------------------- | -------------------------------------------------------- |
|                                                          |                                                          |                                                          |                                                          |                                                          |
| Управління                                               | Управління                                               |                                                          | 14,4%                                                    | 14,4%                                                    |
| Бізнес, фінанси та адміністрування                       | Бізнес, фінанси та адміністрування                       |                                                          | 13,2%                                                    | 13,2%                                                    |
| Природничі та прикладні науки                            | Природничі та прикладні науки                            |                                                          | 3,7%                                                     | 3,7%                                                     |
| Охорона здоров'я                                         | Охорона здоров'я                                         |                                                          | 8,3%                                                     | 8,3%                                                     |
| Освіта, правозахист, муніципальні та урядові служби      | Освіта, правозахист, муніципальні та урядові служби      |                                                          | 10,5%                                                    | 10,5%                                                    |
| Мистецтво, культура, відпочинок та спорт                 | Мистецтво, культура, відпочинок та спорт                 |                                                          | 1,2%                                                     | 1,2%                                                     |
| Роздрібна торгівля та послуги                            | Роздрібна торгівля та послуги                            |                                                          | 14,4%                                                    | 14,4%                                                    |
| Гуртова торгівля, транспорт та обладнання                | Гуртова торгівля, транспорт та обладнання                |                                                          | 26,4%                                                    | 26,4%                                                    |
| Природні ресурси, сільське господарство                  | Природні ресурси, сільське господарство                  |                                                          | 3,5%                                                     | 3,5%                                                     |
| Виробництво                                              | Виробництво                                              |                                                          | 4,2%                                                     | 4,2%                                                     |

## Населені пункти
До складу сільського муніципалітету входить містечко Бозежур, а також хутори, інші малі населені пункти та розосереджені поселення.

## Клімат
Середня річна температура становить 2,2°C, середня максимальна – 23,3°C, а середня мінімальна – -25,3°C. Середня річна кількість опадів – 573 мм.
| Клімат поселення                              | Клімат поселення | Клімат поселення | Клімат поселення | Клімат поселення | Клімат поселення | Клімат поселення | Клімат поселення | Клімат поселення | Клімат поселення | Клімат поселення | Клімат поселення | Клімат поселення | Клімат поселення |
| Показник                                      | Січ.             | Лют.             | Бер.             | Квіт.            | Трав.            | Черв.            | Лип.             | Серп.            | Вер.             | Жовт.            | Лист.            | Груд.            |                  |
| Середній максимум, °C                         | −12,7            | −8,56            | −0,88            | 9,39             | 17,71            | 23,01            | 23,26            | 22,30            | 16,59            | 9,56             | −0,4             | −10,53           |                  |
| Середня температура, °C                       | −19,01           | −14,88           | −7,18            | 3,10             | 11,39            | 16,70            | 19,16            | 18,20            | 12,50            | 5,48             | −4,5             | −14,63           |                  |
| Середній мінімум, °C                          | −25,31           | −21,18           | −13,5            | −3,21            | 5,10             | 10,40            | 15,06            | 14,11            | 8,38             | 1,37             | −8,59            | −18,73           |                  |
| Норма опадів, мм                              | 24               | 15               | 23               | 30               | 60               | 90               | 89               | 77               | 64               | 46               | 29               | 26               |                  |
| Середньомісячна швидкість вітру, м/с          | 3.60             | 3.60             | 3.80             | 3.90             | 4.00             | 3.70             | 3.40             | 3.50             | 3.90             | 4.10             | 4.00             | 3.70             |                  |
| Середньомісячна сонячна радіація, кДж/м²·день | 4262             | 7727             | 12548            | 17184            | 19951            | 21073            | 21384            | 18113            | 12422            | 7310             | 4123             | 3116             |                  |
| --------------------------------------------- | ---------------- | ---------------- | ---------------- | ---------------- | ---------------- | ---------------- | ---------------- | ---------------- | ---------------- | ---------------- | ---------------- | ---------------- | ---------------- |
| Джерело:                                      |                  |                  |                  |                  |                  |                  |                  |                  |                  |                  |                  |                  |                  |